# 주센다이 대한민국 총영사관
주센다이 대한민국 총영사관은 대한민국 정부가 일본 미야기현 센다이시에 설치된 총영사관이다. 주된 설립 목적이자 취지는 정치 및 경제 협력 증진 및 외무영사 업무를 우선시하도록 설립되었다.

## 주소
- 일본어 : 〒980-0011 宮城県仙台市靑葉区上杉1丁目4-3
- 영어 : 1 Chome-4-3 Kamisugi, Aoba Ward, Sendai, Miyagi, 980-0011

## 연혁
- 1966년 (쇼와 41년) 9월 : 주센다이 대한민국 영사관 창설
- 1980년 (쇼와 55년) 5월 : 주센다이 대한민국 총영사관 승격

## 주요 업무
- 정무 : 지방간 교류
- 경제통상 : 경제, 통상, 투자상담
- 재외국민, 영사, 교민업무
- 홍보문화관광업무 : 문화, 관광홍보, 스포츠교류 등
- 교육 : 재외국민교육
- 해양수산 : 해양, 수산, 선원 ,선박관련
- 민원업무 : 재외국민등록, 여권, 가족관계등록, 영사확인, 사증, 기타 각종 민원업무

## 근무 시간
- 매주 월~금요일 : 오전 9시 ~ 오후 5시 30분 (민원실도 동일함)
- 점심 시간 : 낮 12시 ~ 1시 30분
- 근무시간 외의 연락 : 공휴일(토·일요일 포함) 및 야간(17:00 - 익일 09:00) 자동응답안내

## 휴무일
- 매주 토요일, 일요일
- 일본의 공휴일
- 대한민국의 공휴일 중 3·1절, 광복절, 개천절, 한글날

## 같이 보기

### 일반 주제
- 대한민국의 재외공관 목록
- 일본 주재 외국공관 목록
- 대한민국-일본 관계
- 주일본 대한민국 대사관

### 일본에 설치된 한국 총영사관
- 주오사카 대한민국 총영사관
- 주후쿠오카 대한민국 총영사관
- 주삿포로 대한민국 총영사관
- 주나고야 대한민국 총영사관
- 주요코하마 대한민국 총영사관
- 주니가타 대한민국 총영사관
- 주히로시마 대한민국 총영사관
- 주고베 대한민국 총영사관